# Zonantes hubbardi
Zonantes hubbardi es una especie de coleóptero de la familia Aderidae.

## Distribución geográfica
Habita en el sureste de Estados Unidos.